# Desenvolvimento cognitivo
O desenvolvimento cognitivo é um campo de estudo da neurociência e psicologia focada no desenvolvimento de uma criança em termos de processamento de informações, recursos conceituais, habilidade perceptiva, a aprendizagem de línguas, e outros aspectos do desenvolvimento do cérebro em relação ao ponto de vista de um adulto. Em outras palavras, o desenvolvimento cognitivo é o processo do surgimento da capacidade de pensar e compreender. Uma grande parte desse estudo tem partido da visão de mundo na qual criança possui. Jean Piaget foi notável nesta área, através de sua epistemologia. Piaget propôs quatro períodos gerais de desenvolvimento cognitivo: sensório-motor, pré-operacional, operacional-concreto e operacional-formal. Embora muitos de seus argumentos teóricos tenham caído em desuso, sua descrição das alterações mais notáveis na cognição ao longo dos anos de vida de um indivíduo é geralmente aceita ainda nos dias de hoje. Piaget identificou e descreveu muitas mudanças cognitivas que necessitam de explicações, como a permanência do objeto na infância e para a compreensão das relações lógicas, além do raciocínio de causa e efeito nas crianças em idade escolar. Vários dos fenômenos descritos pelo pensador ainda causam interesse em muitos pesquisadores atuais.
Nos últimos anos, no entanto, várias teorias alternativas têm alcançado relevância, como a teoria de processamento da informação, teorias neo-piagetianas de desenvolvimento cognitivo, que visam integrar várias ideias de Piaget com modelos e conceitos mais recentes da ciência e do desenvolvimento cognitivo, neurociência cognitiva teórica e abordagens construtivistas num viés social.
A grande controvérsia no desenvolvimento cognitivo tem sido relacionado à "natureza e criação", ou seja, se o desenvolvimento cognitivo é determinado principalmente pelas qualidades inatas de um indivíduo ("natureza"), ou por suas experiências pessoais ("criação"). No entanto, essa dicotomia é considerada falsa por vários especialistas, pois não existem provas contundentes de que as ciências biológicas e comportamentais afirmem que, nos primeiros anos de desenvolvimento, a atividade do gene interage com eventos e experiências no ambiente.